# Roy Brown
Pour les articles homonymes, voir Brown.
Roy Brown est un chanteur et pianiste de rhythm and blues américain. Il est né le 10 septembre 1925 à La Nouvelle-Orléans et est mort le 25 mai 1981 à Los Angeles.
Il est notamment l'auteur d'un des classiques du rock 'n' roll, Good Rockin' Tonight, repris par Elvis Presley.

## Biographie
Roy James Brown grandit à La Nouvelle-Orléans (Louisiane). Enfant, il chante à l'église. Il s'installe à Los Angeles en 1942, après la mort de sa mère. Après une carrière avortée de boxeur professionnel, il remporte des compétitions de chant amateur. Il décide alors de retourner dans sa ville natale pour tenter sa chance dans les cabarets, où il chante à la manière de Bing Crosby ou Frank Sinatra. Mais, comme il est noir, il n'arrive pas à se faire accepter dans ce style : il lui faut chanter du blues. Il le fait mais avec la sophistication des crooners et le sens mélodique du gospel : on appellera ce style le « jump blues .»
Il enregistre pour les disques De Luxe en 1947 son classique Good Rockin' Tonight. Il atteint le Top-20 des charts R&B. « Shouter » Wynonie Harris, à qui Brown avait l'année précédente offert sa chanson et que celui-ci avait d'abord refusée, enregistre Good Rockin' Tonight pour les disques King, et atteindra la 1re position du classement R&B.
Roy Brown voit sa carrière culminer en 1950, notamment avec le titre Hard Luck Blues, n°1 R&B qui sera bientôt calqué par les compositeurs d'Elvis Presley : ils en feront Heartbreak Hotel avec de nouvelles paroles. Après quoi le déclin est rapide malgré un grand talent de compositeur, plein d'ironie et de délicatesse. À l'opposé de ses amis Big Joe Turner ou Fats Domino, eux aussi issus du blues, il ne négocie pas le virage du rock 'n' roll et disparaît vite de la circulation. En 1970 il fait une apparition remarquée au Monterey Jazz Festival avec Johnny Otis, hélas sans lendemain.
Il meurt d'une crise cardiaque en 1981, l'année où il est introduit au Hall of Fame de la Blues Foundation.
La version d'Elvis Presley de Good Rockin' Tonight est devenue un classique du rock 'n' roll repris par beaucoup d'autres artistes depuis. Le titre de Roy Brown Rockin' At Midnight fut repris par Robert Plant en 1984. Beautician Blues fut repris par B. B. King et Love Don't Love Nobody par James Brown.

## Discographie sélective
- septembre 1947 : Good Rockin' Tonight / Lolly Pop Mama (DeLuxe)
- octobre 1947 : Roy Brown's Boogie / Please Don't Go (DeLuxe)
- janvier 1949 : Rockin' At Midnight / Judgment Day Blues (DeLuxe)
- avril 1950 : Hard Luck Blues / New Rebecca (DeLuxe)
- juin 1951 : Train Time Blues / Big Town (DeLuxe)
- janvier 1953 : Travelin' Man / Hurry Hurry Back Baby (King)
- mars 1954 : Trouble At Midnight / Bootleggin' Baby (King)